# Séméac
Séméac är en kommun i departementet Hautes-Pyrénées i regionen Occitanien i sydvästra Frankrike. Kommunen ligger i kantonen Séméac som tillhör arrondissementet Tarbes. År 2022 hade Séméac 5 202 invånare.

## Befolkningsutveckling
Antalet invånare i kommunen Séméac
| Referens: INSEE |